# Constantin von Neukirch
Johann Constantin von Neukirch, genannt Nievenheim (* 1596; † 22. September 1657) war ein Offizier im Dreißigjährigen Krieg auf Seiten der Liga sowie Amtmann von Kempen.

## Leben

### Familie
Constantin war der Sohn von Godfried von Neukirchen genannt Nievenheim († 1622), 1592 Besitzer von Haus Rath und 1599 Lehnsnehmer des Erzbischofs von Köln auf einem Hof zu Horst im Amt Kerpen und dessen erster Ehefrau, Mechtilde von Retraidt zu Elbroich († 1606). Er war gleich seinem Vater zwei Mal in den Stand der Ehe getreten. Seine erste Gattin Johanna von Eyll († 1651) brachte ihm den Besitz von Gastendonk ein. Aus seiner zweiten Ehe mit Margaretha von Mirbach (1618–1666) ging ein Kind hervor.

### Laufbahn
Constantin war Pfandherr zu Hüls, später Amtmann bzw. Gouverneur von Kaiserswerth und schließlich Amtmann bzw. Drost von Kempen und Oedt. In dieser Funktion erhielt er 1634 den Auftrag, die Burg Kempen im Stil der Spätrenaissance umzugestalten.
Ebenfalls soll er auch kurkölnischer Marschall und Kämmerer gewesen sein.
Als kurkölnischer Oberst zu Ross und zu Fuß führte er ein kurkölnisches Regiment im Dienste der Liga, später war er kaiserlicher Generalmajor, Hof- und Kriegsrat. 1642 flüchtete er vor dem einrückenden Guébriant aus Kempen und war dann von 1643 bis 1646 Kommandant auf Ehrenbreitstein. Erst zum Ende des Krieges kehrte er nach Kempen in seine Ämter zurück. Dort wurde er auch begraben. Neben dem von-Nievenheimschen-Haus am Hessenwall wurde dort später auch die Von-Nievenheim-Straße nach ihm benannt.